# ソニア・リキエル
ソニア・リキエル（Sonia Rykiel, 1930年5月25日 - 2016年8月25日）は、フランスのファッションデザイナー。

## 略歴
パリ西部近郊ヌイイ＝シュル＝セーヌ生まれ。ユダヤ人の血をひく家系で、父はルーマニア出身の時計職人、母はロシア出身という中流ブルジョワ家庭で育った。17歳の時、パリの服飾生地販売店に就職し、ウインドーディスプレイを担当していた。
1954年にブティック経営者のサム・リキエルと結婚。妊娠中、着たいようなマタニティウェアがなかったので、自らセーターを作ったのがデザイナーになったきっかけであった。このセーターがやがて人気となり、パリ14区のアレジア通り沿いにある現店舗に程近い、ジェネラル・ルクレール大通り (Avenue du Général Leclerc) 104番地にあるサムの店舗で販売するようになった。「Poor boy sweater」（貧しい少年のセーター）と呼ばれたこのセーターは、雑誌『ELLE』に取り上げられ、またオードリー・ヘップバーンは14色のセーターを全色買い求めた。
1968年5月、自らメゾンを立ち上げ、名前と同名のブランドを持つ。普段着だったニット（セーターないしプルオーバー）、特に少年らが着ていたそれを、ボーダー柄やスパンコールなどをあしらうことでファッショナブルに変貌させ、「ニットの女王」の異名をとった。パリ6区グルネル通りに第1号店を開いてから、子供服、化粧品、紳士服と次々と事業を拡大。80歳を過ぎても現役であった。娘のナタリーもアートディレクターとして参加している。なお、メゾンについては、2012年に株式を香港の商社・リー＆フォン傘下の投資会社を中心とするグループに売却した。
1983年、フランス文化省から芸術文化勲章を受勲した。晩年はパーキンソン病を患っており、この病の合併症により2016年8月25日午前5時、パリの自宅で亡くなった。86歳没。遺体はモンパルナス墓地に葬られている。

### 没後

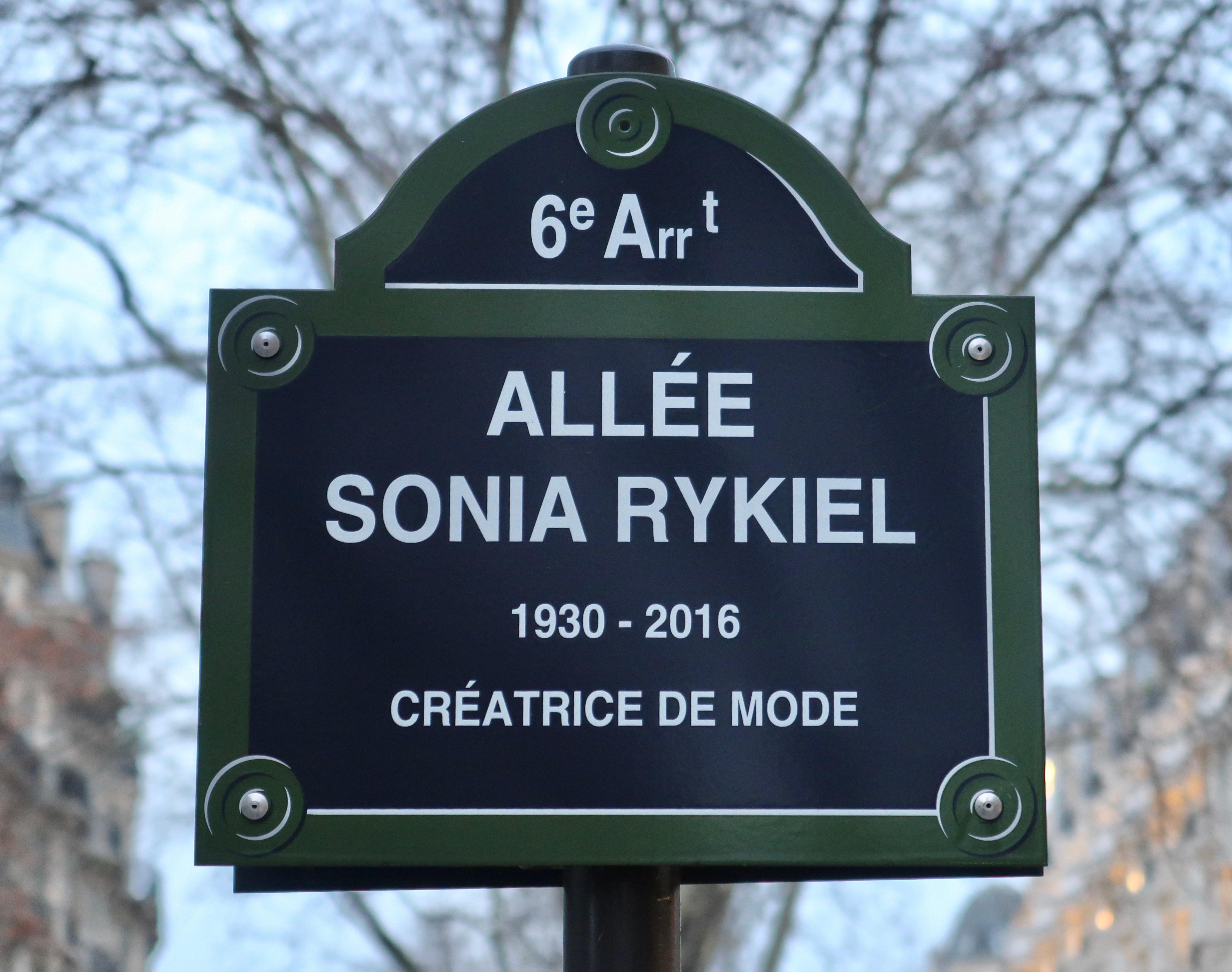
ソニア・リキエル通りの標識（パリ6区）

2018年、パリ市内の一角にブランド設立50周年を記念して、生前の功績を称え、彼女の名前を冠したソニア・リキエル通りが誕生した。
一方で、彼女の死をきっかけに、ソニア・リキエル社は業績不振がさらに悪化。2019年3月には、ルイ・ヴィトンを経て2014年からクリエイティブ・ディレクターを務めていたジェリー・ドゥ・リブランが退社。4月30日、ソニア・リキエル社は再建型破産手続きを申請し、管財人の管理下に置かれることになった。しかし、期限までにスポンサー候補との間で条件面での折り合いがつかなかったため、同年7月25日、フランス商事裁判所はソニア・リキエル社の清算を決定。2019年12月、フランス人実業家の兄弟エリックとミシェル・ダイヨンがソニア・リキエル社を買収し、2020年10月から商品の販売を再開したが、ブランドの再建に苦心していたところ、2021年、DKNY・ダナ キャランなどのブランドを傘下に抱えるG-III Apparel Groupがダイヨン兄弟から買収した。

## ブランド

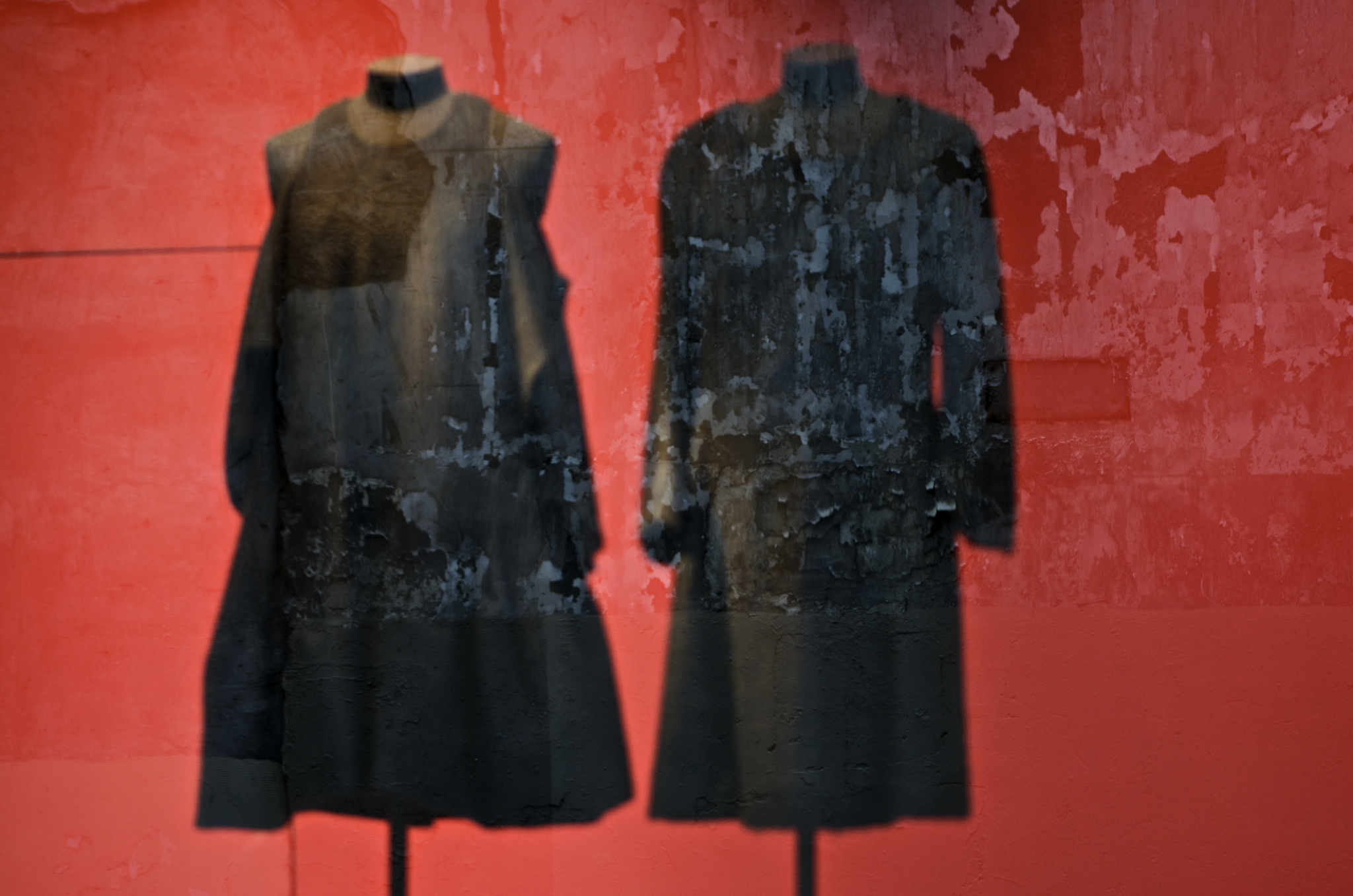
ソニア・リキエルがデザインした婦人服

- ソニア・リキエル - ファーストライン婦人服
- ソニア・リキエル・アンファン - 子供服
- ソニア・バイ・ソニア・リキエル - カジュアルライン婦人服
- ソニア・リキエル ボーテ - 化粧品。以前は「ソニア・リキエル コスメティックス」「ソニア・リキエル ナイト＆デイ」という呼称だった。日本の化粧品会社アルビオンと提携、1987年に発売を開始した[8]。
- リキエル・オム - 紳士服

## 日本での展開
日本では1980年代、セゾングループのエルビスが輸入販売を手掛けていた。その後オンワードグローバルファッション (OGF) が総代理店となっていたが、ミッソーニと共に2017-2018年秋冬コレクションで終了。ソニア・リキエル・ジャポンをソニア・リキエル社の直接子会社とした上で、2018年春夏コレクションから独自の展開を開始した。アクセサリーの強化などを通じてブランド活性化に取り組んだが、清算決定に伴い2019年7月末をもって終了。「ソニア・バイ・ソニア・リキエル」も同じくOGFが取り扱っていたが、こちらも2017-18秋冬コレクションが最後となった。
オンワード樫山がライセンスで手掛けるブランド「ソニア・リキエル コレクション (SONIA RYKIEL COLLECTION)」についても、2018-19秋冬コレクションを最後に終了した。
「ソニア・リキエル ボーテ」については、アルビオンがライセンス契約を2014年12月31日で打ち切ったため、同年度末に販売を終了した。

## 日本語書籍
- ソニア・リキエル、吉原幸子訳 『裸で生きたい ソニアのファッション哲学』文化出版局、1981年8月。ASIN B000J7WPLG
- ソニア・リキエル、秦早穂子訳『リキエル』婦人画報社、1988年
- ソニア・リキエル、ユミ・シャロー訳 『ラ・コレクション』マガジンハウス、1990年12月。ISBN 4-8387-0117-9
- ソニア・リキエル、吉田加南子訳 『祝祭』青土社、1991年4月。ISBN 4-7917-5124-8
- ソニア・リキエル、伊藤緋紗子訳 『赤い唇』講談社、2000年5月。ISBN 4-06-210240-4
- ソニア・リキエル、小椋三嘉訳 『ソニア・リキエルのパリ散歩』集英社、2000年6月。ISBN 4-08-781196-4